# 公主坟站
公主坟站是一个位于中国北京市海淀区羊坊店街道西三环中路、复兴路交叉口新兴桥下方，属于北京地铁1号线和10号线的地铁换乘车站。
该站曾经命名为“立新站”，后取法當地的「公主坟」而改为现名。
北京地铁一期工程在1965年7月1日开工建设；1969年10月1日，北京站至立新站（即公主坟站）区段建成通车。2012年12月30日，北京地铁10号线二期开通，与1号线在公主坟站实现换乘，同时启用10号线部分的出入口，而1号线部分的出入口改作紧急出口使用。

## 位置
公主坟站位于复兴路和西三环中路交汇处，新兴桥下环岛中的桥区绿地里。1号线沿复兴路呈东西向布置，10号线沿西三环路呈南北向布置。这个站周边有城乡贸易中心、翠微大厦、国海广场等商业中心。

## 结构

### 车站楼层
1号线公主坟站为北京地铁一期车站，为地下车站，采用岛式站台设计。10号线公主坟站为躲避立交桥桥桩采用分离式站台设计，10号线车站下穿既有1号线车站，两线大致呈“双十”字形交叉。10号线车站使用“平顶直墙暗挖法”，紧贴1号线车站的底部建设，1号线站台底板与其下方10号线站台顶板间通过千斤顶支撑，通过控制千斤顶压力来实现控制沉降的目的。
| 地面层                | 街道                                       | A－D出入口                       |
| 地下一层 站厅层       | 站厅                                       | 客务中心、自动售票机、进出站闸机 |
| 地下二层 1号线站台层  |                                            | 1号线往古城（万寿路）            |
| 地下二层 1号线站台层  | 島式月台，左側開门                         |                                  |
| 地下二层 1号线站台层  | 1号线往环球度假区（八通线） （军事博物馆） |                                  |
| 地下三层 10号线站台层 |                                            | 10号线内环（西钓鱼台）           |
| 地下三层 10号线站台层 | 分离式岛式站台，左侧开门                   |                                  |
| 地下三层 10号线站台层 | 10号线外环（莲花桥）                       |                                  |

### 站厅及换乘
公主坟站最初只有1号线车站两端的站厅，10号线二期开通后新建地下一层的四个换乘站厅及地下二层的南北两个缓冲平台，两线通过站位4个角新建的四个换乘站厅连接，共用新建的售票厅和出入口。
- A口售检票厅
（2021年9月摄）
- D口售检票厅
（2021年9月摄）

### 站台
1号线公主坟站采用岛式站台，10号线公主坟站则采用分离式站台。1号线月台西端设有一组双存车线，用作小交路区间车折返。
- 公主坟站1号线站台
（2013年11月摄）
- 公主坟站1号线站台
（2018年11月摄）
- 公主坟站10号线换向通道
（2012年12月摄）

### 车站艺术

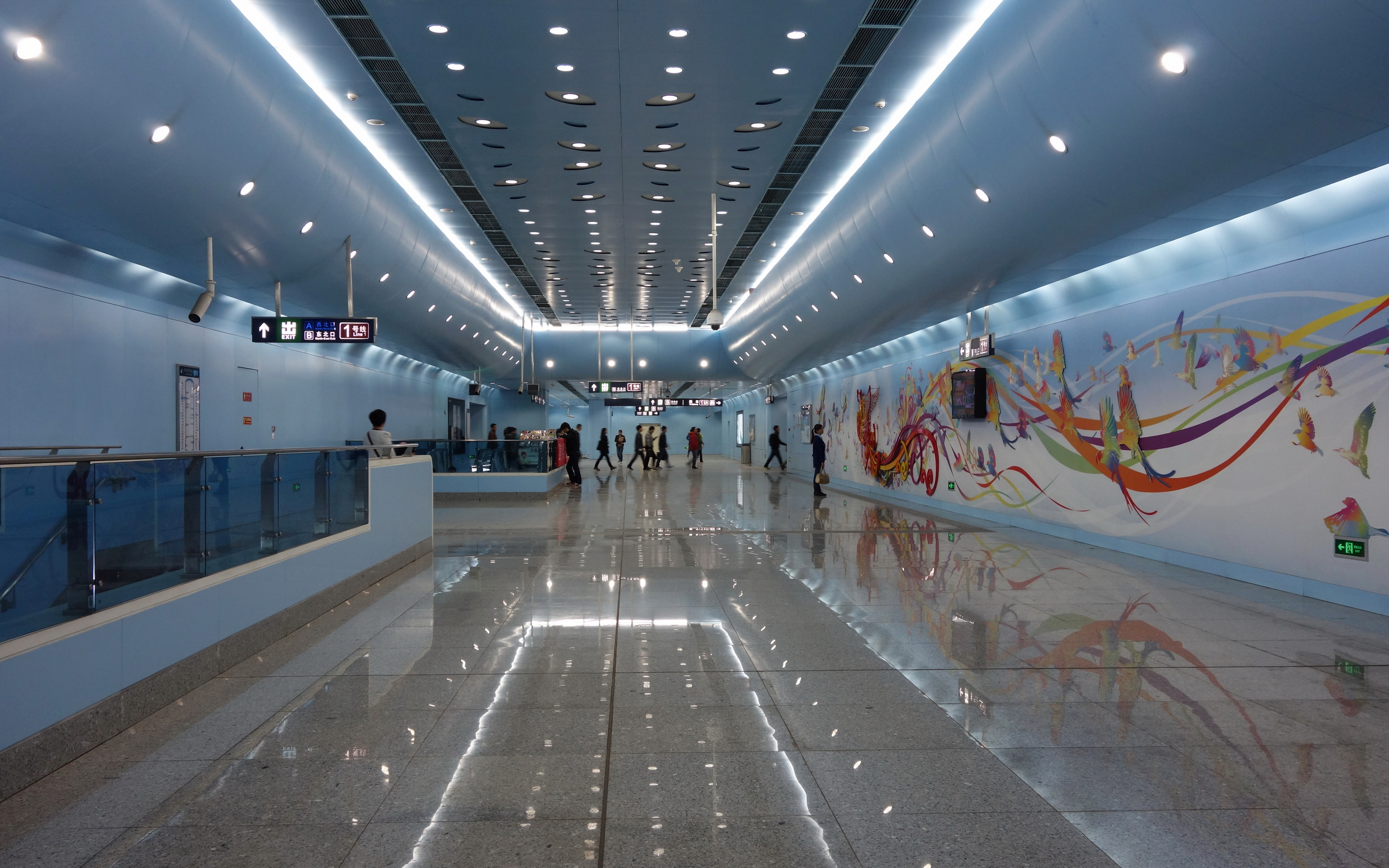
公主坟站10号线站厅墙壁上"百鸟朝凤"装饰（2013年10月）

10号线公主坟站装饰风格以“生活绽放”作为概念主题。室内色彩为淡蓝灰色，天花板和墙壁装饰中采用植物叶片造型图案作为装饰，站厅墙壁装饰有“百鸟朝凤”、“化蝶”为题材的公共艺术设计作品。

## 出入口
最初1号线公主坟站设有8个出入口，位于复兴路的南北两侧。后来还增设了通往车站西北的城乡贸易中心的通道。
随着10号线二期通车，10号线二期工程新建的东北（B）、东南（C）、西南（D）出入口率先启用，而西北（A）出入口因为施工进度问题暂缓开通，直至2015年4月27日才正式启用。原来1号线车站的出入口，由于连接付费区域内的换乘通道，在10号线开通后全部封闭，只用作紧急出口。
|                       |                                    |                                          |      |            |
|                       |                                    |                                          |      |            |
| 编号                  | 指示                               | 建议前往的目的地                         | 图片 | 无障碍设施 |
| 连通 1号线 10号线站厅 |                                    |                                          |      |            |
| 出口 · A · 升降机标志 | 复兴路（北侧）、西三环中路（西侧） | 北京城乡贸易中心、北京翠微小学、新兴宾馆 |      |            |
| 出口 · B              | 西三环中路（东侧）、复兴路（北侧） | 国海广场、中央电视台、柳林馆南里         |      | 不適用     |
| 出口 · C              | 西三环中路（东侧）、复兴路（南侧） | 华鹰大厦                                 |      | 不適用     |
| 出口 · D · 升降机标志 | 西三环中路（西侧）、复兴路（南侧） | 国宜广场                                 |      |            |
| 註： 設有             |                                    |                                          |      |            |

## 运营状况
2013年5月5日地铁10号线全程开通后公主坟站10号线换乘1号线客流明显增长。